# Meringopus eurinus
Meringopus eurinus är en stekelart som först beskrevs av Kokujev 1909.  Meringopus eurinus ingår i släktet Meringopus och familjen brokparasitsteklar. Inga underarter finns listade i Catalogue of Life.